# Rhipidia (Rhipidia) rhasma
Rhipidia (Rhipidia) rhasma is een tweevleugelige uit de familie steltmuggen (Limoniidae). De soort komt voor in het Neotropisch gebied.